# Brandenburgischer Landespokal 2021/22
Der AOK-Landespokal 2021/22 war die 32. Austragung des brandenburgischen Landespokals der Männer im Amateurfußball. Der Wettbewerb startete am 31. Juli 2021 mit der Vorrunde. Der FC Energie Cottbus setzte sich, am 21. Mai 2022, im Finale gegen den VfB 1921 Krieschow mit 2:0 durch und wurde, zum zehnten Mal, Landespokalsieger. Durch diesen Sieg qualifizierte sich der FC Energie Cottbus für den DFB-Pokal 2022/23.
Das Endspiel fand, im Rahmen des Finaltages der Amateure, am 21. Mai 2022 im Werner-Seelenbinder-Stadion in Luckenwalde statt.

## Kalender
Die Spiele des diesjährigen brandenburgischen Landespokals wurden an folgenden Terminen ausgetragen:
| Runde         | Auslosung         | Datum                   | Spiele | Vereine |
| ------------- | ----------------- | ----------------------- | ------ | ------- |
| Vorrunde      | 8. Juli 2021      | 31. Juli 2021           | 14     | 28 → 14 |
| 1. Hauptrunde | 8. Juli 2021      | 6./7./8. August 2021    | 21     | 42 → 21 |
| 2. Hauptrunde | 11. August 2021   | 3./4./5. September 2021 | 16     | 32 → 16 |
| Achtelfinale  | 7. September 2021 | 9. Oktober 2021         | 8      | 16 → 8  |
| Viertelfinale | 12. Oktober 2021  | 13. November 2021       | 4      | 8 → 4   |
| Halbfinale    | 14. Januar 2022   | 26. März 2022           | 2      | 4 → 2   |
| Finale        | –                 | 21. Mai 2022            | 1      | 2 → 1   |

## Teilnehmende Mannschaften
Für den Brandenburgischen Landespokal 2021/22 qualifizierten sich alle brandenburgischen Mannschaften der Regionalliga Nordost, Oberliga Nordost, Verbandsliga, Landesliga, sowie die acht Kreispokalsieger. Ausnahme sind zweite Mannschaften höherklassiger Vereine.
Folgende Mannschaften nahmen in diesem Jahr am Brandenburgischen Landespokal teil (In Klammern ist die Ligaebene angegeben, in der der Verein spielt):
| Regionalliga Nordost brandenburgische Vertreter der Saison 2021/22 | Oberliga Nordost brandenburgische Vertreter der Saison 2021/22                                                                                               | Brandenburg-Liga 16 Vertreter der Saison 2021/22 | Landesliga Staffel Nord 17 Vertreter der Saison 2021/22 | Landesliga Staffel Süd 15 Vertreter der Saison 2021/22 |  |  |
| FC Energie Cottbus (RL) FSV Union Fürstenwalde (RL) FSV Optik Rathenow (RL) SV Babelsberg 03 (RL) FSV 63 Luckenwalde (RL) | Brandenburger SC Süd 05 (OL) VfB 1921 Krieschow (OL) SV Victoria Seelow (OL) Ludwigsfelder FC (OL) RSV Eintracht 1949 (OL) Märkischer SV 1919 Neuruppin (OL) | 1. FC Frankfurt (VL) FC Eisenhüttenstadt (VL) FSV Bernau (VL) FV Preussen Eberswalde (VL) Oranienburger FC Eintracht 1901 (VL) SC Eintracht Miersdorf/Zeuthen (VL) SG Union Klosterfelde (VL) SV Altlüdersdorf (VL) SV Blau-Weiß Petershagen-Eggersdorf (VL) SV Falkensee-Finkenkrug (VL) SV Frankonia Wernsdorf (VL) SV Grün-Weiß Lübben (VL) SV 1920 Zehdenick (VL) TSG Einheit Bernau (VL) TuS 1896 Sachsenhausen (VL) Werderaner FC Viktoria 1920 (VL) | FC Strausberg (LL) BSC Fortuna Glienicke (LL) Birkenwerder BC 1908 (LL) FC 98 Hennigsdorf (LL) FC Concordia Buckow/Waldsieversdorf 03 (LL) FC Schwedt 02 (LL) FC Stahl Brandenburg (LL) FK Hansa Wittstock 1919 (LL) FSV Babelsberg 74 (LL) Fortuna Babelsberg (LL) SC Oberhavel Velten (LL) SSV Einheit Perleberg (LL) SV 1908 Grün-Weiss Ahrensfelde (LL) SV Eintracht Alt Ruppin (LL) SV Grün-Weiß Brieselang (LL) SV Schwarz-Rot Neustadt (Dosse) (LL) TSV Chemie Premnitz (LL) | 1. FC Guben (LL) BSC Preußen 07 Blankenfelde-Mahlow (LL) Breesener SV Guben Nord (LL) FSV Glückauf Brieske-Senftenberg (LL) FSV Dynamo Eisenhüttenstadt (LL) FV Blau-Weiß 90 Briesen/Mark (LL) FV Erkner 1920 (LL) Kolkwitzer SV 1896 (LL) SG Großziethen (LL) SG Phönix Wildau 95 (LL) SV Germania 90 Schöneiche (LL) SV Wacker 09 Cottbus-Ströbitz (LL) TSV 1878 Schlieben (LL) VfB Hohenleipisch 1912 (LL) VfB Trebbin (LL) |  |  |
| Kreispokalsieger 8 Kreispokalsieger der Saison 2020/21 | | | | |  |  |
| Dahme/Fläming 5 SV Blau-Weiß Dahlewitz (KOL) | Havelland 1 kein Sieger ermittelt | Niederlausitz 2 VfB 1921 Krieschow II (LK) | Oberhavel/Barnim 3 SG Union Klosterfelde II (KL) | Ostbrandenburg FSV Preußen Bad Saarow (LK) |  |  |
| Prignitz/Ruppin 4 Märkischer SV 1919 Neuruppin II (LK) | Südbrandenburg FC Lauchhammer (LK) | Uckermark Angermünder FC (LK) | | |  |  |
| Ligaebene in Klammern: • 3L = 3. Liga • RL = Regionalliga • OL = Oberliga • VL = Verbandsliga • LL = Landesliga • LK = Landesklasse • KOL = Kreisoberliga • KL = Kreisliga 1 In dem Fußballkreis Havelland wurde kein Turniersieger, aufgrund vorzeitigem Saisonabbruch, ermittelt. Der SV Germania 90 Berge (KOL) startet als Vertreter für den Kreisverband Havelland. 2 Da der Pokalsieger, VfB 1921 Krieschow II, als zweite Mannschaft nicht zur Teilnahme am Landespokal berechtigt ist, qualifiziert sich der FSV Viktoria 1897 Cottbus (KOL), als unterlegener Finalist, für den Landespokal. 3 Da der Pokalsieger, SG Union Klosterfelde II, als zweite Mannschaft nicht zur Teilnahme am Landespokal berechtigt ist und der unterlegene Finalist TuS 1896 Sachsenhausen II ebenfalls nicht, qualifiziert sich der SG Einheit Zepernick (LK), als unterlegener Halbfinalist, für den Landespokal. 4 Da der Pokalsieger, Märkischer SV 1919 Neuruppin II, als zweite Mannschaft nicht zur Teilnahme am Landespokal berechtigt ist, qualifiziert sich der SV Blumenthal/Grabow (KOL), als unterlegener Finalist, für den Landespokal. 5 Da aus dem Fußballkreis Dahme/Fläming keinerlei Teilnehmer für den Landespokal Brandenburg gemeldet wurde, entfällt die Teilnahme für den Sieger SV Blau-Weiß Dahlewitz | | | | |  |  |

## Spielmodus
Der brandenburgische Landespokal 2021/22 wurde im K.-o.-System ausgetragen. Es wurde zunächst versucht, in 90 Minuten einen Gewinner auszuspielen. Sollte es danach unentschieden stehen, kam es wie in anderen Pokalwettbewerben zu einer dreißigminütigen Verlängerung.
Sollte danach immer noch kein Sieger feststehen, wurde dieser dann im Elfmeterschießen nach dem bekannten Muster ermittelt.

## Turnierbaum
|  | Achtelfinale | Achtelfinale                   | Achtelfinale                 |                              |                                 | Viertelfinale | Viertelfinale | Viertelfinale |  |  | Halbfinale | Halbfinale | Halbfinale |  |  | Finale | Finale | Finale |
|  |              |                                |                              |                              |                                 |               |               |               |  |  |            |            |            |  |  |        |        |        |
|  | RL           | FSV Optik Rathenow             | 3                            |                              |                                 |               |               |               |  |  |            |            |            |  |  |        |        |        |
|  | RL           | FC Energie Cottbus             | 4                            |                              |                                 |               |               |               |  |  |            |            |            |  |  |        |        |        |
|  | RL           | FC Energie Cottbus             | 4                            | RL                           | FC Energie Cottbus              | 8             |               |               |  |  |            |            |            |  |  |        |        |        |
|  |              |                                |                              | RL                           | FC Energie Cottbus              | 8             |               |               |  |  |            |            |            |  |  |        |        |        |
|  |              |                                | LL                           | Fortuna Babelsberg           | 0                               |               |               |               |  |  |            |            |            |  |  |        |        |        |
|  | LL           | Fortuna Babelsberg             | LL                           | Fortuna Babelsberg           | 0                               | 1             |               |               |  |  |            |            |            |  |  |        |        |        |
|  | LL           | Fortuna Babelsberg             |                              |                              |                                 | 1             |               |               |  |  |            |            |            |  |  |        |        |        |
|  | OL           | SV Victoria Seelow             | 0                            |                              |                                 |               |               |               |  |  |            |            |            |  |  |        |        |        |
|  | OL           | SV Victoria Seelow             | 0                            | RL                           | FC Energie Cottbus              | 2             |               |               |  |  |            |            |            |  |  |        |        |        |
|  |              |                                |                              | RL                           | FC Energie Cottbus              | 2             |               |               |  |  |            |            |            |  |  |        |        |        |
|  |              | RL                             | SV Babelsberg 03             | 0                            |                                 |               |               |               |  |  |            |            |            |  |  |        |        |        |
|  | LL           | RL                             | SV Babelsberg 03             | 0                            | SV Germania 90 Schöneiche       | 0             |               |               |  |  |            |            |            |  |  |        |        |        |
|  | LL           |                                |                              |                              | SV Germania 90 Schöneiche       | 0             |               |               |  |  |            |            |            |  |  |        |        |        |
|  | LL           | SV 1908 Grün-Weiss Ahrensfelde | 1                            |                              |                                 |               |               |               |  |  |            |            |            |  |  |        |        |        |
|  | LL           | SV 1908 Grün-Weiss Ahrensfelde | 1                            | LL                           | SV 1908 Grün-Weiss Ahrensfelde  | 0             |               |               |  |  |            |            |            |  |  |        |        |        |
|  |              |                                |                              | LL                           | SV 1908 Grün-Weiss Ahrensfelde  | 0             |               |               |  |  |            |            |            |  |  |        |        |        |
|  |              |                                | RL                           | SV Babelsberg 03             | 2                               |               |               |               |  |  |            |            |            |  |  |        |        |        |
|  | OL           | RSV Eintracht 1949             | RL                           | SV Babelsberg 03             | 2                               | 0             |               |               |  |  |            |            |            |  |  |        |        |        |
|  | OL           | RSV Eintracht 1949             |                              |                              |                                 |               |               |               |  |  |            |            |            |  |  |        |        |        |
|  | RL           | SV Babelsberg 03               | 1                            |                              |                                 |               |               |               |  |  |            |            |            |  |  |        |        |        |
|  | RL           | SV Babelsberg 03               | 1                            | RL                           | FC Energie Cottbus              | 2             |               |               |  |  |            |            |            |  |  |        |        |        |
|  |              |                                |                              |                              |                                 |               |               |               |  |  |            |            |            |  |  |        |        |        |
|  |              | OL                             | VfB 1921 Krieschow           | 0                            |                                 |               |               |               |  |  |            |            |            |  |  |        |        |        |
|  | VL           | OL                             | VfB 1921 Krieschow           | 0                            | SV Frankonia Wernsdorf          | 0             |               |               |  |  |            |            |            |  |  |        |        |        |
|  | VL           |                                |                              |                              | SV Frankonia Wernsdorf          | 0             |               |               |  |  |            |            |            |  |  |        |        |        |
|  | OL           | VfB 1921 Krieschow             | 4                            |                              |                                 |               |               |               |  |  |            |            |            |  |  |        |        |        |
|  | OL           | VfB 1921 Krieschow             | 4                            | OL                           | VfB 1921 Krieschow              | 4             |               |               |  |  |            |            |            |  |  |        |        |        |
|  |              |                                |                              | OL                           | VfB 1921 Krieschow              | 4             |               |               |  |  |            |            |            |  |  |        |        |        |
|  |              |                                | RL                           | FSV 63 Luckenwalde           | 0                               |               |               |               |  |  |            |            |            |  |  |        |        |        |
|  | LL           | SV Wacker 09 Cottbus-Ströbitz  | RL                           | FSV 63 Luckenwalde           | 0                               | 0             |               |               |  |  |            |            |            |  |  |        |        |        |
|  | LL           | SV Wacker 09 Cottbus-Ströbitz  |                              |                              |                                 | 0             |               |               |  |  |            |            |            |  |  |        |        |        |
|  | RL           | FSV 63 Luckenwalde             | 4                            |                              |                                 |               |               |               |  |  |            |            |            |  |  |        |        |        |
|  | RL           | FSV 63 Luckenwalde             | 4                            | OL                           | VfB 1921 Krieschow              | 2             |               |               |  |  |            |            |            |  |  |        |        |        |
|  |              |                                |                              | OL                           | VfB 1921 Krieschow              | 2             |               |               |  |  |            |            |            |  |  |        |        |        |
|  |              | OL                             | Märkischer SV 1919 Neuruppin | 0                            |                                 |               |               |               |  |  |            |            |            |  |  |        |        |        |
|  | VL           | OL                             | Märkischer SV 1919 Neuruppin | 0                            | Oranienburger FC Eintracht 1901 | 0             |               |               |  |  |            |            |            |  |  |        |        |        |
|  | VL           |                                |                              |                              |                                 |               |               |               |  |  |            |            |            |  |  |        |        |        |
|  | VL           | SV Altlüdersdorf               | 1                            |                              |                                 |               |               |               |  |  |            |            |            |  |  |        |        |        |
|  | VL           | SV Altlüdersdorf               | 1                            | VL                           | SV Altlüdersdorf                | 0             |               |               |  |  |            |            |            |  |  |        |        |        |
|  |              |                                |                              | VL                           | SV Altlüdersdorf                | 0             |               |               |  |  |            |            |            |  |  |        |        |        |
|  |              |                                | OL                           | Märkischer SV 1919 Neuruppin | 1                               |               |               |               |  |  |            |            |            |  |  |        |        |        |
|  | LL           | VfB Hohenleipisch 1912         | OL                           | Märkischer SV 1919 Neuruppin | 1                               | 0             |               |               |  |  |            |            |            |  |  |        |        |        |
|  | LL           | VfB Hohenleipisch 1912         |                              |                              |                                 |               |               |               |  |  |            |            |            |  |  |        |        |        |
|  | OL           | Märkischer SV 1919 Neuruppin   | 4                            |                              |                                 |               |               |               |  |  |            |            |            |  |  |        |        |        |

## Vorrunde
In der Vorrunde wurden in 14 Partien mit den Teams der Landesligen die Qualifikanten für die 1. Hauptrunde ermittelt. Freilose gab es für die vier verbliebenen Landesligisten sowie die Teilnehmer aus der Regionalliga, der Oberliga, der Brandenburgliga und den acht Fußballkreisen.

Die Auslosung fand am 8. Juli 2021 um 12:30 Uhr im AOK Nordost-Servicecenter in Potsdam statt.
| Datum      |                                         | Ergebnis              |                                       |
| ---------- | --------------------------------------- | --------------------- | ------------------------------------- |
| 31.07.2021 | FC Strausberg (LL)                      | 0:2                   | SV Schwarz-Rot Neustadt (Dosse) (LL)  |
| 31.07.2021 | FK Hansa Wittstock 1919 (LL)            | 0:3                   | SV Eintracht Alt Ruppin (LL)          |
| 31.07.2021 | SV Grün-Weiß Brieselang (LL)            | 0:4                   | FSV Babelsberg 74 (LL)                |
| 31.07.2021 | SSV Einheit Perleberg (LL)              | 2:4                   | BSC Fortuna Glienicke (LL)            |
| 31.07.2021 | FC 98 Hennigsdorf (LL)                  | 0:6                   | SV 1908 Grün-Weiss Ahrensfelde (LL)   |
| 31.07.2021 | Fortuna Babelsberg (LL)                 | 3:0                   | TSV Chemie Premnitz (LL)              |
| 31.07.2021 | Birkenwerder BC 1908 (LL)               | 0:1                   | SC Oberhavel Velten (LL)              |
| 31.07.2021 | FV Blau-Weiß 90 Briesen/Mark (LL)       | 1:4                   | VfB Trebbin (LL)                      |
| 31.07.2021 | FV Erkner 1920 (LL)                     | 1:2                   | SV Wacker 09 Cottbus-Ströbitz (LL)    |
| 31.07.2021 | 1. FC Guben (LL)                        | 1:2                   | FSV Glückauf Brieske-Senftenberg (LL) |
| 31.07.2021 | FSV Dynamo Eisenhüttenstadt (LL)        | 1:6                   | Breesener SV Guben Nord (LL)          |
| 31.07.2021 | VfB Hohenleipisch 1912 (LL)             | 5:3                   | TSV 1878 Schlieben (LL)               |
| 31.07.2021 | SG Phönix Wildau 95 (LL)                | 2:2 n. V. (7:5 i. E.) | Kolkwitzer SV 1896 (LL)               |
| 31.07.2021 | BSC Preußen 07 Blankenfelde-Mahlow (LL) | 1:0 n. V.             | SG Großziethen (LL)                   |

## 1. Hauptrunde
In der 1. Hauptrunde wurden 21 Partien mit allen Teams – außer den Regional- und Oberligisten – gespielt. Diese steigen in der 2. Hauptrunde in den Wettbewerb ein.

Die Auslosung fand am 8. Juli 2021 um 12:30 Uhr im AOK Nordost-Servicecenter in Potsdam statt.
| Datum      |                                             | Ergebnis              |                                          |
| ---------- | ------------------------------------------- | --------------------- | ---------------------------------------- |
| 06.08.2021 | FC Concordia Buckow/Waldsieversdorf 03 (LL) | 5:2                   | FC Stahl Brandenburg (LL)                |
| 07.08.2021 | SV Grün-Weiß Lübben (VL)                    | 2:0                   | SV Blau-Weiß Petershagen-Eggersdorf (VL) |
| 07.08.2021 | SV Eintracht Alt Ruppin (LL)                | 1:4                   | FV Preussen Eberswalde (VL)              |
| 07.08.2021 | FC Lauchhammer (LK)                         | 0:3                   | SV Frankonia Wernsdorf (VL)              |
| 07.08.2021 | Fortuna Babelsberg (LL)                     | 2:0                   | FSV Bernau (VL)                          |
| 07.08.2021 | FSV Preußen Bad Saarow (LK)                 | 1:0                   | VfB Trebbin (LL)                         |
| 07.08.2021 | SG Union Klosterfelde (VL)                  | 0:4                   | Oranienburger FC Eintracht 1901 (VL)     |
| 07.08.2021 | Werderaner FC Viktoria 1920 (VL)            | 0:1                   | SV Falkensee-Finkenkrug (VL)             |
| 07.08.2021 | FC Schwedt 02 (LL)                          | 0:0 n. V. (2:4 i. E.) | SV Altlüdersdorf (VL)                    |
| 07.08.2021 | SV Schwarz-Rot Neustadt (Dosse) (LL)        | 2:1                   | 1. FC Frankfurt (VL)                     |
| 07.08.2021 | SG Phönix Wildau 95 (LL)                    | 4:0                   | BSC Preußen 07 Blankenfelde-Mahlow (LL)  |
| 07.08.2021 | Angermünder FC (LK)                         | 4:1                   | FSV Babelsberg 74 (LL)                   |
| 07.08.2021 | VfB Hohenleipisch 1912 (LL)                 | 2:0                   | FSV Glückauf Brieske-Senftenberg (LL)    |
| 07.08.2021 | SG Einheit Zepernick (LK)                   | 4:0                   | FC Eisenhüttenstadt (VL)                 |
| 07.08.2021 | SV Germania 90 Schöneiche (LL)              | 1:0                   | SC Oberhavel Velten (LL)                 |
| 07.08.2021 | Kreispokalsieger Dahme/Fläming              | abg.                  | SV Wacker 09 Cottbus-Ströbitz (LL)       |
| 07.08.2021 | TSG Einheit Bernau (VL)                     | 0:3                   | TuS 1896 Sachsenhausen (VL)              |
| 07.08.2021 | SV 1908 Grün-Weiss Ahrensfelde (LL)         | 4:1                   | Breesener SV Guben Nord (LL)             |
| 07.08.2021 | FSV Viktoria 1897 Cottbus (KOL)             | 2:2 n. V. (7:6 i. E.) | SV Germania 90 Berge (KOL)               |
| 08.08.2021 | SC Eintracht Miersdorf/Zeuthen (VL)         | 0:1                   | SV 1920 Zehdenick (VL)                   |
| 08.08.2021 | SV Blumenthal/Grabow (KOL)                  | 1:8                   | BSC Fortuna Glienicke (LL)               |

## 2. Hauptrunde
Die Auslosung fand am 11. August 2021 im AOK Nordost-Servicecenter in Potsdam statt.
| Datum      |                                             | Ergebnis              |                                    |
| ---------- | ------------------------------------------- | --------------------- | ---------------------------------- |
| 03.09.2021 | SG Einheit Zepernick (LK)                   | 1:4                   | SV Germania 90 Schöneiche (LL)     |
| 04.09.2021 | Ludwigsfelder FC (OL)                       | 0:2                   | FC Energie Cottbus (RL)            |
| 04.09.2021 | Oranienburger FC Eintracht 1901 (VL)        | 3:1                   | TuS 1896 Sachsenhausen (VL)        |
| 04.09.2021 | FSV Preußen Bad Saarow (LK)                 | 0:1                   | SV Wacker 09 Cottbus-Ströbitz (LL) |
| 04.09.2021 | BSC Fortuna Glienicke (LL)                  | 0:2                   | VfB 1921 Krieschow (OL)            |
| 04.09.2021 | FSV Union Fürstenwalde (RL)                 | 0:3                   | FSV Optik Rathenow (RL)            |
| 04.09.2021 | Angermünder FC (LK)                         | 1:4 n. V.             | SV Frankonia Wernsdorf (VL)        |
| 04.09.2021 | SV 1908 Grün-Weiss Ahrensfelde (LL)         | 5:1                   | FV Preussen Eberswalde (VL)        |
| 04.09.2021 | Fortuna Babelsberg (LL)                     | 3:0                   | SV Grün-Weiß Lübben (VL)           |
| 04.09.2021 | SV Schwarz-Rot Neustadt (Dosse) (LL)        | 0:4                   | FSV 63 Luckenwalde (RL)            |
| 04.09.2021 | FSV Viktoria 1897 Cottbus (KOL)             | 1:3                   | SV Victoria Seelow (OL)            |
| 04.09.2021 | VfB Hohenleipisch 1912 (LL)                 | 2:2 n. V. (5:3 i. E.) | SV Falkensee-Finkenkrug (VL)       |
| 04.09.2021 | SG Phönix Wildau 95 (LL)                    | 0:2                   | RSV Eintracht 1949 (OL)            |
| 04.09.2021 | FC Concordia Buckow/Waldsieversdorf 03 (LL) | 2:3                   | SV Altlüdersdorf (VL)              |
| 05.09.2021 | SV 1920 Zehdenick (VL)                      | 0:2 n. V.             | Märkischer SV 1919 Neuruppin (OL)  |
| 05.09.2021 | Brandenburger SC Süd 05 (OL)                | 0:2                   | SV Babelsberg 03 (RL)              |

## Achtelfinale
Die Auslosung fand am 7. September 2021 im AOK Nordost-Servicecenter in Potsdam statt.
| Datum      |                                      | Ergebnis  |                                     |
| ---------- | ------------------------------------ | --------- | ----------------------------------- |
| 09.10.2021 | Oranienburger FC Eintracht 1901 (VL) | 0:1       | SV Altlüdersdorf (VL)               |
| 09.10.2021 | SV Wacker 09 Cottbus-Ströbitz (LL)   | 0:4       | FSV 63 Luckenwalde (RL)             |
| 09.10.2021 | RSV Eintracht 1949 (OL)              | 0:1       | SV Babelsberg 03 (RL)               |
| 09.10.2021 | FSV Optik Rathenow (RL)              | 3:4 n. V. | FC Energie Cottbus (RL)             |
| 09.10.2021 | SV Frankonia Wernsdorf (VL)          | 0:4       | VfB 1921 Krieschow (OL)             |
| 09.10.2021 | Fortuna Babelsberg (LL)              | 1:0       | SV Victoria Seelow (OL)             |
| 09.10.2021 | SV Germania 90 Schöneiche (LL)       | 0:1       | SV 1908 Grün-Weiss Ahrensfelde (LL) |
| 09.10.2021 | VfB Hohenleipisch 1912 (LL)          | 0:4       | Märkischer SV 1919 Neuruppin (OL)   |

## Viertelfinale
Die Auslosung fand am 12. Oktober 2021 im AOK Nordost-Servicecenter in Potsdam statt.
| Datum      |                                     | Ergebnis |                                   |
| ---------- | ----------------------------------- | -------- | --------------------------------- |
| 13.11.2021 | SV Altlüdersdorf (VL)               | 0:1      | Märkischer SV 1919 Neuruppin (OL) |
| 13.11.2021 | VfB 1921 Krieschow (OL)             | 4:0      | FSV 63 Luckenwalde (RL)           |
| 13.11.2021 | SV 1908 Grün-Weiss Ahrensfelde (LL) | 0:2      | SV Babelsberg 03 (RL)             |
| 13.11.2021 | FC Energie Cottbus (RL)             | 8:0      | Fortuna Babelsberg (LL)           |

## Halbfinale
Die Auslosung fand am 14. Januar 2022 im AOK Nordost-Servicecenter in Potsdam statt.
| Datum      |                         | Ergebnis |                                   |
| ---------- | ----------------------- | -------- | --------------------------------- |
| 26.03.2022 | FC Energie Cottbus (RL) | 2:0      | SV Babelsberg 03 (RL)             |
| 26.03.2022 | VfB 1921 Krieschow (OL) | 2:0      | Märkischer SV 1919 Neuruppin (OL) |

## Finale
| FC Energie Cottbus                                                     | FC Energie Cottbus | VfB 1921 Krieschow | VfB 1921 Krieschow |
| ---------------------------------------------------------------------- | --- | --- | ------------------ |
| FC Energie Cottbus                                                     | \| 21. Mai 2022 um 14:30 Uhr in Luckenwalde (Werner-Seelenbinder-Stadion) \| \| Ergebnis: 2:0 (0:0) \| \| Zuschauer: 2.832 \| \| Schiedsrichter: Daniel Köppen \| \| Spielbericht \|                                   | \| 21. Mai 2022 um 14:30 Uhr in Luckenwalde (Werner-Seelenbinder-Stadion) \| \| Ergebnis: 2:0 (0:0) \| \| Zuschauer: 2.832 \| \| Schiedsrichter: Daniel Köppen \| \| Spielbericht \|                                                           | VfB 1921 Krieschow |
| FC Energie Cottbus                                                     | Toni Stahl – Axel Borgmann , Tobias Eisenhuth, Tobias Hasse, Jonas Hildebrandt – Jonas Hofmann, Arnel Kujovic, Janik Mäder, Erik Engelhardt – Maximilian Pronichev, Nikos Zografakis Cheftrainer: Claus-Dieter Wollitz | Fritz Pflug – Erich Jeschke, Philipp Knechtel, Martin Dahm (78. Christoph Pauling), Tobias Gerstmann – Paul Pahlow, Colin Raak, Jonas Zickert – Leo Felgenträger, Andy Hebler (60. Martin Zurawsky), Dimitar Rangelow Cheftrainer: Toni Lempke | VfB 1921 Krieschow |
| FC Energie Cottbus                                                     | 1:0 Tobias Hasse (76.) 2:0 Nikos Zografakis (90.+3') | | VfB 1921 Krieschow |
| FC Energie Cottbus                                                     | Tobias Eisenhuth, Maximilian Pronichev | Fritz Pflug, Martin Dahm, Tobias Gerstmann, Dimitar Rangelov | VfB 1921 Krieschow |
| FC Energie Cottbus                                                     | Spieler des Spiels: Tobias Hasse (FC Energie Cottbus) | | VfB 1921 Krieschow |
| 21. Mai 2022 um 14:30 Uhr in Luckenwalde (Werner-Seelenbinder-Stadion) | | |                    |
| Ergebnis: 2:0 (0:0)                                                    | | |                    |
| Zuschauer: 2.832                                                       | | |                    |
| Schiedsrichter: Daniel Köppen                                          | | |                    |
| Spielbericht                                                           | | |                    |

## Beste Torschützen
Nachfolgend werden die besten Torschützen des brandenburgischen Landespokals aufgeführt.
| Rang | Spieler            | Klub                                   | Tore |
| ---- | ------------------ | -------------------------------------- | ---- |
| 1.   | Justin Hippe       | BSC Fortuna Glienicke                  | 5    |
| 2.   | David Walter       | VfB Hohenleipisch 1912                 | 4    |
| 2.   | John Lukas Schmidt | Fortuna Babelsberg                     | 4    |
| 2.   | Patrick Hamel      | SV 1908 Grün-Weiss Ahrensfelde         | 4    |
| 2.   | Janik Mäder        | FC Energie Cottbus                     | 4    |
| 6.   | Fabian Schulze     | BSC Fortuna Glienicke                  | 3    |
| 6.   | Foday Darboe       | SV 1908 Grün-Weiss Ahrensfelde         | 3    |
| 6.   | Tobias Wieczorek   | SG Phönix Wildau 95                    | 3    |
| 6.   | Alexander Schütze  | Oranienburger FC Eintracht 1901        | 3    |
| 6.   | Felix Angerhöfer   | SV Germania 90 Schöneiche              | 3    |
| 6.   | Gordan Griebsch    | SV Frankonia Wernsdorf                 | 3    |
| 6.   | Max Nürbchen       | FC Concordia Buckow/Waldsieversdorf 03 | 3    |
| 6.   | Valentin Vetter    | VfB Hohenleipisch 1912                 | 3    |
| 6.   | Dennis Weber       | Fortuna Babelsberg                     | 3    |
| 6.   | Felix Geisler      | VfB 1921 Krieschow                     | 3    |
| 6.   | Robin Spreitzer    | FSV 63 Luckenwalde                     | 3    |
| 6.   | Steven Knörnschild | SV 1908 Grün-Weiss Ahrensfelde         | 3    |
| 6.   | Dimitar Rangelow   | VfB 1921 Krieschow                     | 3    |
| 6.   | Tobias Hassen      | FC Energie Cottbus                     | 3    |
| 6.   | Nikos Zografakis   | FC Energie Cottbus                     | 3    |

## Der Landespokalsieger im DFB-Pokal 2022/23
| Datum      | Heim                    | Ergebnis  | Auswärts              | Runde         |
| ---------- | ----------------------- | --------- | --------------------- | ------------- |
| 01.08.2022 | FC Energie Cottbus (RL) | 1:2 (0:1) | SV Werder Bremen (1L) | 1. Hauptrunde |